# Tritoma
Tritoma là một chi bọ cánh cứng thuộc họ Erotylidae. Cũng có một chi thực vật cùng tên, là đồng âm của Kniphofia.

## Phân loại
Dù thẩm quyền phân loại chi này đôi khi được đưa ra do Geoffroy Saint-Hilaire, Ủy ban danh pháp động vật quốc tế đã phán quyết (Opinion 1754 ) chấp nhận thẩm quyền phân loại Tritoma là Fabricius. Nghiên cứu phân tử gần đây  đề xuất rằng Tritoma là paraphyletic.